# Blackburn South
Blackburn South is een voorstad van Melbourne in de Australische deelstaat Victoria. Bij de telling van 2016 had Blackburn South 10.793 inwoners.